# Jared MacEachern
Jared MacEachern este un muzician american, cunoscut mai mult ca cântăreț și ritm-chitarist al formației heavy metal americane - Sanctity. În 2013 el s-a alăturat formației Machine Head ca bassist, înlocuindu-l pe Adam Duce.

## Biografie

### Machine Head
În iunie 2013, Machine Head a anunțat că Jared MacEachern s-a alăturat formației, înlocuindu-l pe fostul basist și membru fondator, Adam Duce.

## Discografie
Cu Sanctity
- Beneath the Machine (Single) (2007)
- Road to Bloodshed (2007)